# Moco (Aruba)
Moco, Moko – miejscowość (plaats) w strefie Moco/Tanki Flip, w regionie Noord/Tanki Leendert w północno-zachodniej części kraju autonomicznego Aruba, należącego do Holandii, w Ameryce Południowej. Leży ok. 5,5 km na północny-wschód os stolicy wyspy Oranjestad.